# HMS Curacoa (D41)
HMS Curacoa (D41) fue un crucero ligero clase Ceres,  perteneciente a la Real Marina Británica durante la Primera Guerra Mundial, fue modificado como crucero de escolta antiaéreo durante la Segunda Guerra Mundial.  En 1942 protagonizó uno de los peores accidentes. navales de la Armada Británica en tiempos de guerra.

## Historial operativo

### Primera Guerra Mundial
El HMS Curacoa fue botado en 1918, casi al final de la Primera Guerra Mundial como un crucero ligero, Clase Ceres, tipo C, su nombre fue en remembranza de la isla de Curacao en el mar Caribe. Pasó a formar parte de la Fuerza de Harwich hasta el final de la guerra.
Terminado el conflicto pasó a formar parte de la 1ª Fuerza de cruceros de la Flota del Atlántico con base en Scapa Flow.
En 1919 formó parte de la Fuerza de intervención británica en la Guerra civil rusa en apoyo de los opositores al gobierno de los Soviet.  Estando en trayecto desde Helsinki a Liepaja, tocó una mina con la pérdida de un marinero, tuvo que volver a Inglaterra para reparaciones.

### Segunda Guerra Mundial
En agosto de 1939 fue enviado a los astilleros de Chatham para ser reconvertido a crucero antiaéreo, su conversión terminó en abril de 1940.
Intervino en la Campaña de Noruega prestando servicio como escolta antiaéreo, el 24 de abril fue dañado gravemente por la aviación alemana causándole 30 bajas, volvió a Inglaterra para reparaciones. 
En agosto de 1940 volvió al servicio activo y sirvió como escolta de convoyes durante  1941 hasta septiembre de 1942.

#### Accidente

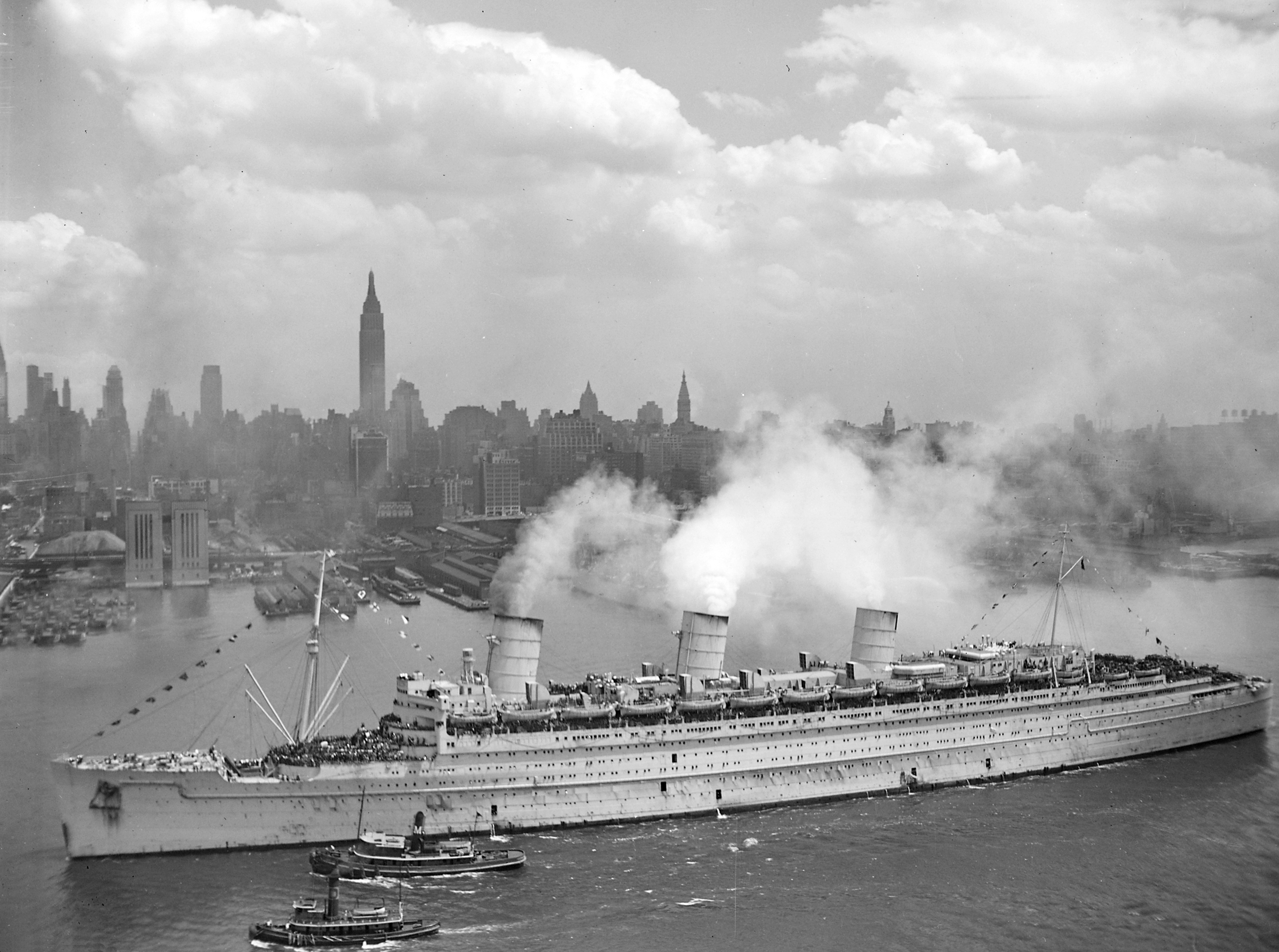
El como transporte de tropas (junio de 1945).

El 2 de octubre de 1942, el HMS Curacoa se encontraba en Derry,  Irlanda al mando del capitán John Willfrid Boutwood, un experimentado y reconocido marino con 25 años de servicio.
Boutwood recibió la orden de ir al encuentro del transporte militar RMS Queen Mary con rumbo a Greenock,  Escocia cargado con 20.000 soldados estadounidenses con destino al frente europeo.
El transatlántico realizaba la travesía del océano Atlántico navegando en solitario, gracias a su superior velocidad que lo convertía en un difícil blanco para submarinos enemigos; pero al llegar a la costa se convertía en un blanco fácil para la aviación enemiga. Razón por la cual el HMS Curacoa zarpó con 6 destructores al encuentro del gran buque para brindar escolta antiaérea.  Las condiciones de navegación no eran fáciles ya que había  mar gruesa.
A mitad de trayecto, Boutwood ordenó a los destructores esperar en ese punto al transatlántico ya que debido las condiciones de mar no podrían seguirlo.
El encuentro visual entre ambos buques se produjo a las 10 AM.
El Queen Mary al mando del capitán Cyril Gordon Illingworth (capitán de reserva de la Marina británica) navegaba a 28,5 nudos iba con rumbo 130°, siguiendo un patrón de zig-zag (Patrón n.º 8) como protección antisubmarina, el HMS Curacoa podía navegar solo a 25 nudos a máxima exigencia, por tanto no podía realizar el mismo patrón de trayectoria que el transatlántico, por lo que Boutwood, para mantenerse a la par, decidió llevar su buque a estribor de este y optó por navegar en línea recta desde unos 800 m de distancia. A partir de este momento se desarrollaría una serie de factores que desembocarían en una tragedia.
El Queen Mary seguía una trayectoria antisubmarino en zig zag (conocida como Patrón n.º 8) navegando en un patrón de intervalos de tiempo de 4 y 8 minutos respectivamente, virando a estribor, luego a babor y en línea recta para luego repetir el mismo patrón.
A las 12:30 horas PM, el capitán Boutwood informó al Queen Mary su rumbo y velocidad y, a continuación, comenzó a realizar pequeños ajustes de rumbo que hicieron que el HMS Curacoa tomara gradualmente un rumbo de convergencia con la trayectoria del gran buque. Estos pequeños ajustes no fueron informados al Queen Mary. A eso de las 13 horas el Queen Mary cortó la estela del HMS Curacoa por escaso margen y tuvo que realizar un ajuste para alejarse, el capitán del Queen Mary supuso que el HMS Curacaoa corregiría su rumbo y se apartaría dándole paso. Por su parte Boutwood supuso que el Queen Mary le cedería el paso.
La norma establecida en tiempos de guerra era que el buque de menor andar debe ceder el paso a una nave de mayor andar teniendo la preferencia de paso.
A las 14 horas ambos buques navegaban en rumbo paralelo, el HMS Curacoa, producto de los sucesivos ajustes se había acercado a 100 m de distancia por estribor del Queen Mary. A las 14:04 el transatlántico cambio a rumbo 131° y realizó rumbo de convergencia con el crucero, en ese momento se produjo un relevo en el puente del Queen Mary y no se traspasó la información al oficial de relevo. 
A las 14:20 horas el Queen Mary embistió con su proa al HMS Curacoa a la altura del palo de mesana, partiéndolo en dos partes; la sección de popa, de unos 50 m, se hundió casi de inmediato, mientras que la sección de proa (de 90 m) se deslizó por unos seis minutos alcanzando a recorrer unos 800 m antes de hundirse. 338 hombres del crucero inglés fallecieron en la colisión. En el puente del Queen Mary cundió la confusión, pero debido al estado de guerra, el transatlántico no podía exponerse a parar para echar botes al agua y recoger sobrevivientes, ya que se convertiría en un buque muy vulnerable. 99 hombres del HMS Curacoa lograron sobrevivir, entre ellos el capitán John W. Boutwood. La parte inferior de la roda de la proa del transatlántico sufrió una rajadura de 6 m de altura lo que lo obligó a reducir su andar a 10 nudos.

### Consecuencias
Investigaciones realizadas por el Almirantazgo inglés y representantes de la Cunard Line concluyeron que ambos capitanes fallaron en comunicar sus respectivos cambios cruciales de rumbo, cayendo el mayor porcentaje de responsabilidad sobre el capitán Boutwood ya que no cedió el derecho a paso a una nave de mayor andar. La pérdida del crucero se mantuvo en estricto secreto hasta el final de la contienda.
John W. Boutwood siguió en la Real Marina Británica comandando solamente buscaminas,  el HMS Fantone, el HMS Fly y el HMS Byrsa hasta el fin de la guerra.

## Pecio
Los restos del  HMS Curacoa están a 122 m de profundidad, la sección de proa de 90 m está completamente volcada sobre el fondo, la sección popel está a 800 m de distancia en posición normal y aún conserva su artillería en posición de respuesta antiaérea.
El timón estaba trabado en la línea de crujía.